# Punta Almina

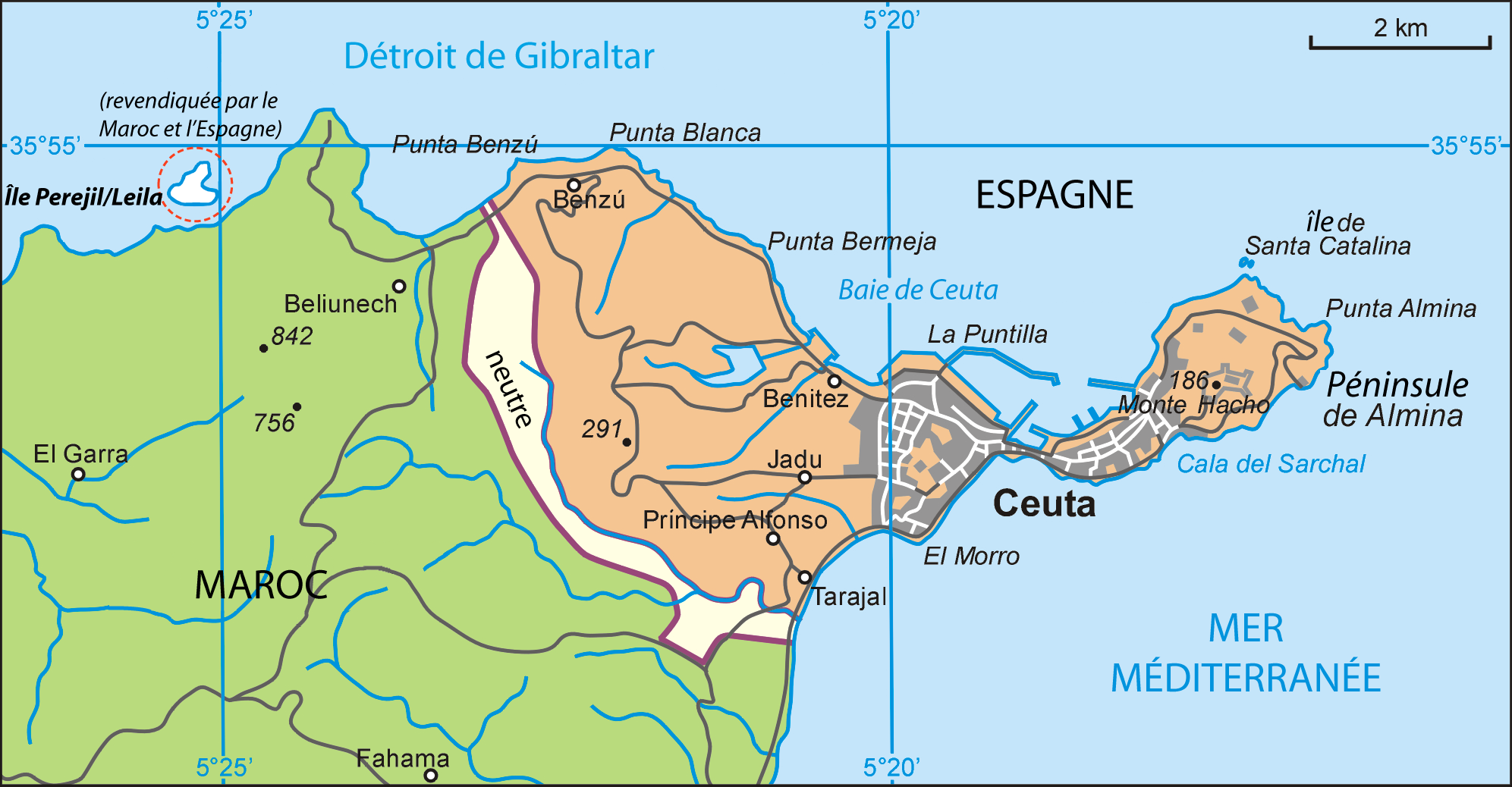
Ubicación de punta Almina.

La punta Almina es el extremo oriental de la península de La Almina sobre el que se asienta la ciudad de Ceuta. Marca la entrada sur del Estrecho de Gibraltar, en el mar Mediterráneo, a 24 km de la punta de Europa, que marca la entrada norte, en Gibraltar.
A 200 m de la punta se encuentra el faro de Punta Almina. Construido en 1855, el faro fue reconstruido en 1919 y equipado con una lente de Fresnel. Se presenta como una torre cilíndrica blanca de 7 m de altura, levantada sobre un edificio. A 148 m sobre el nivel del mar, su alcance alcanza las 22 millas (casi 41 km).
El castillo del Desnarigado, que se encuentra a 400 m al sur del faro, es una fortificación muy antigua. Ha sufrido muchas transformaciones a lo largo de la historia. Después de su restauración se convirtió en museo militar en 1984.